# Cytisus scoparius
Cytisus scoparius là một loài thực vật có hoa trong họ Đậu. Loài này được (L.) Link miêu tả khoa học đầu tiên.

## Hình ảnh

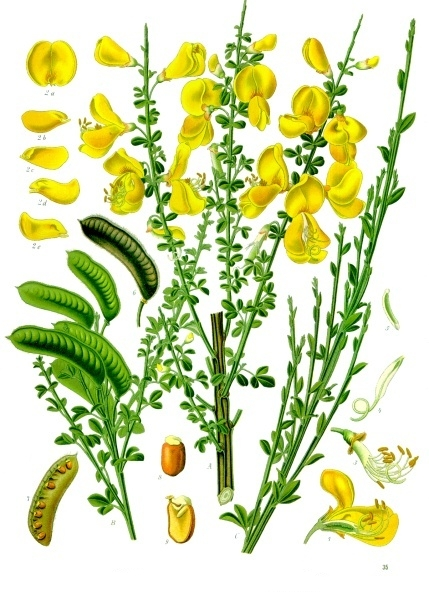
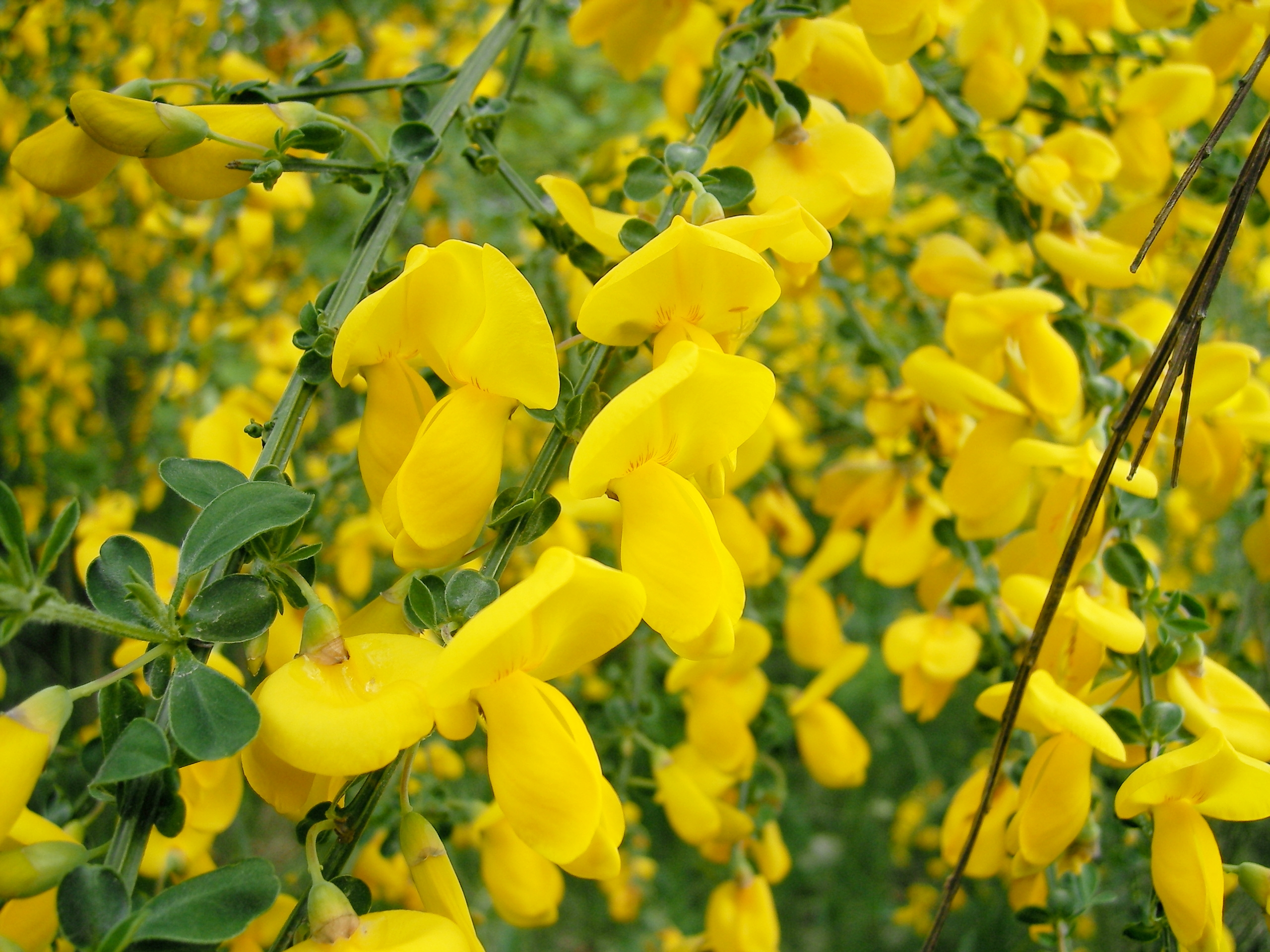
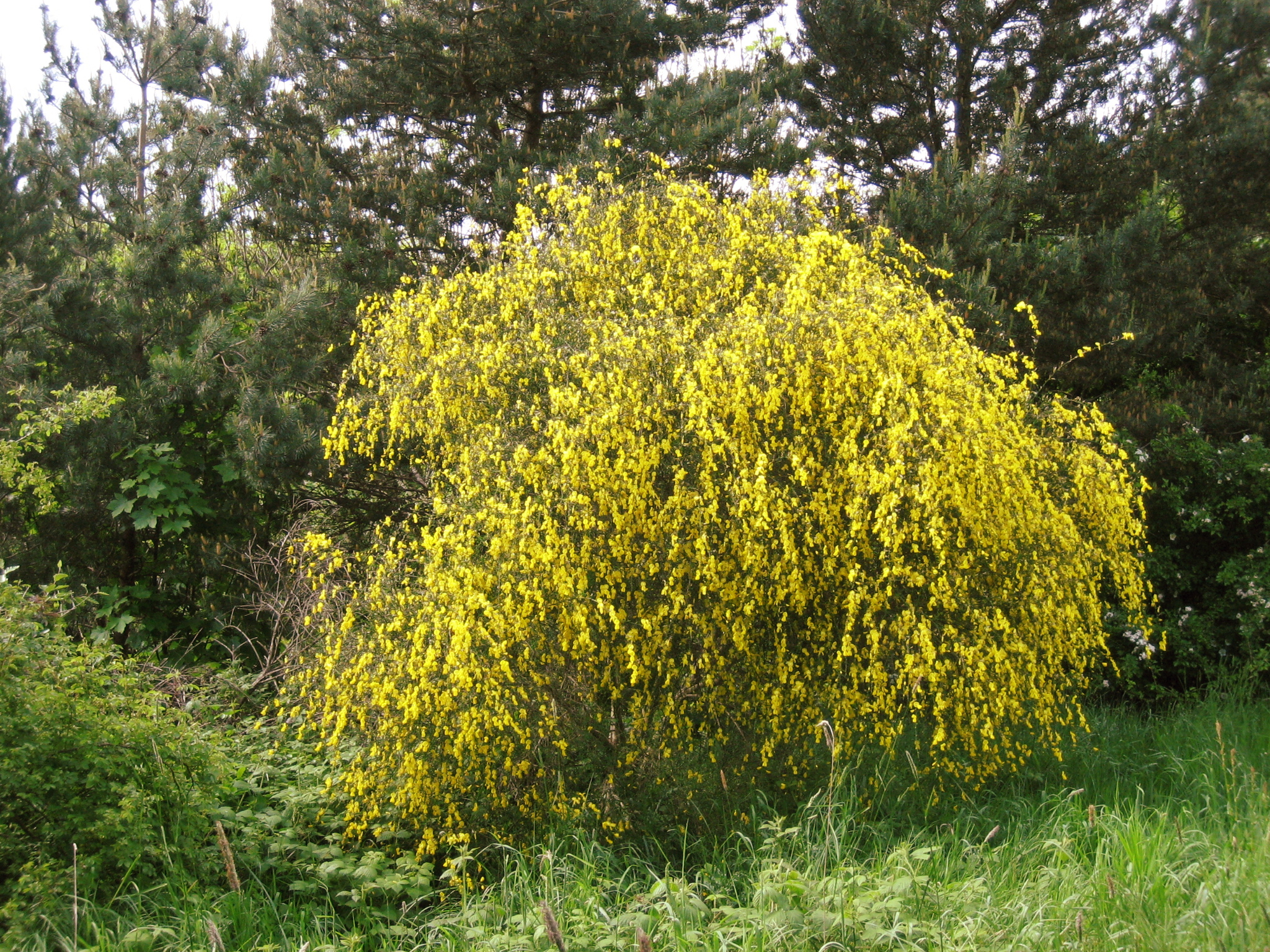
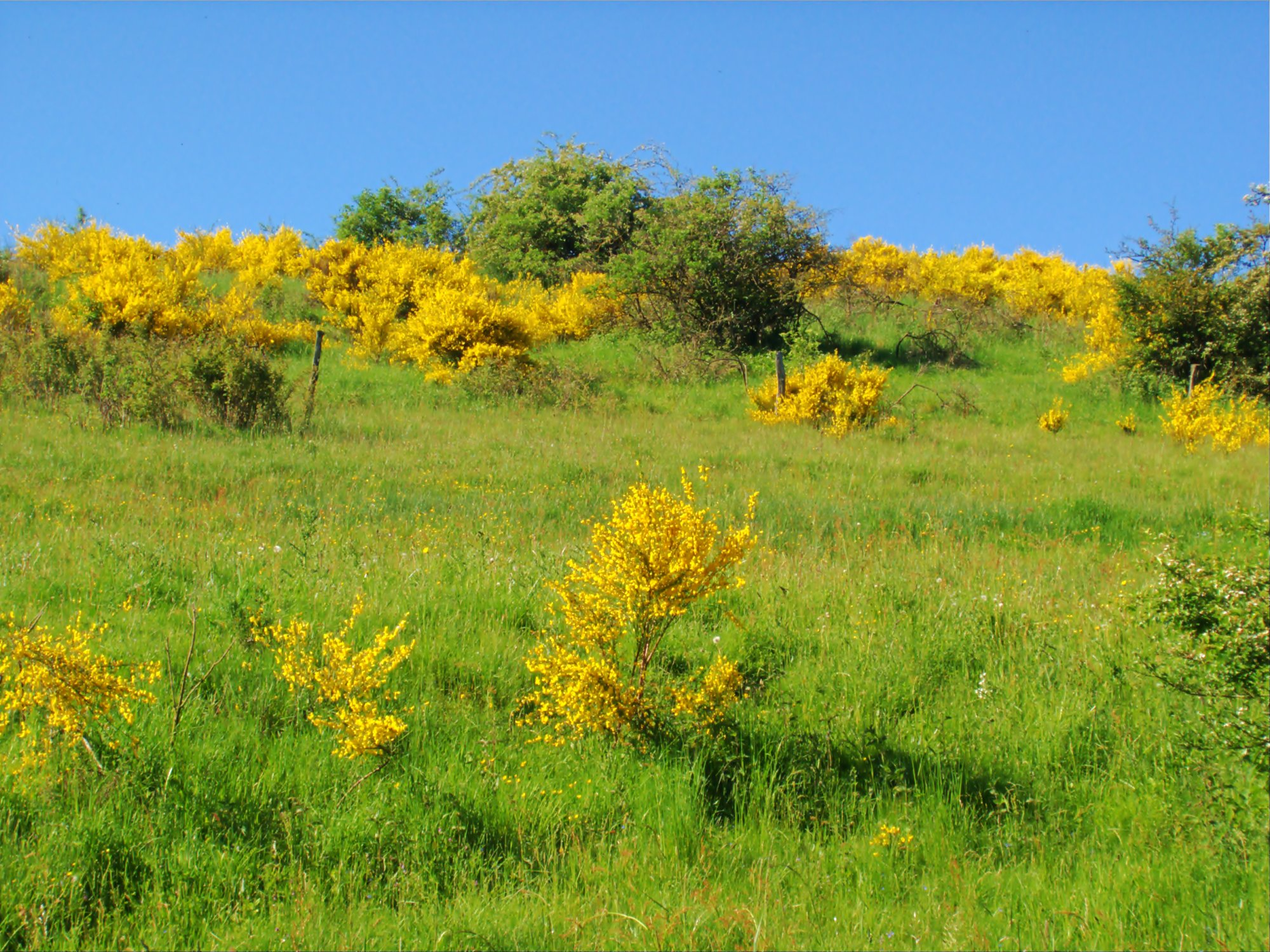